# Manuel Lozano
Pour les articles homonymes, voir Lozano.
Ne doit pas être confondu avec Manuel Pinto Queiroz Ruiz, Manuel Lozano Garrido ou Manuel Lozano Guillén.
Manuel Lozano est un acteur espagnol, né à Saint-Jacques-de-Compostelle le 30 mars 1990.

## Filmographie partielle
- 1999 : La Langue des papillons de José Luis Cuerda
- 2000 : You're the One (una historia de entonces) de José Luis Garci
- 2003 : Eres mi héroe d'Antonio Cuadri